# Tampax
Tampax (Tampax) é uma marca de tampão higiénico comercializada a nível mundial pela Procter & Gamble. A  Arbora & Ausonia é responsável, desde 2007, pela sua comercialização e distribuição na Península Ibérica.
Os tampões são uma das pequenas invenções que maior impacto tiveram na vida das mulheres. Em 1929, o médico Earle C. Haas inventou o primeiro tampão moderno, obtendo a primeira patente em 1931, e começou a comercializá-lo sob a designação de Tampax.